# Jane Levy
Jane Colburn Levy (Los Ángeles, California; 29 de diciembre de 1989) es una actriz estadounidense, conocida por protagonizar series como Suburgatory en ABC y Zoey's Extraordinary Playlist en NBC, y por protagonizar el remake de la película The Evil Dead. Ha sido calificada como una actriz en crecimiento y según la revista Forbes forma parte de las 30 personas que están "reinventado el mundo".

## Primeros años
Levy se crio en el Condado de Marin, California, donde asistió a la escuela secundaria. Estuvo en el grupo de hip hop de la escuela y fue capitana del equipo de fútbol. Además, apareció en producciones teatrales de la comunidad como El mago de Oz, entre otras. Se ha descrito a sí misma como una "flotadora" en la escuela, alguien que se llevaba bien con todos. Mientras estaba en la escuela visitó Inglaterra durante cinco meses. Luego, estudió en la Universidad de Goucher durante un semestre antes de ser transferida al Stella Adler Studio of Acting de Nueva York.

## Carrera
Levy se trasladó a Los Ángeles después de dos años en la ciudad de Nueva York. Pronto, fue elegida en el papel de Mandy Milkovich en un arco de cinco episodios en la serie de Showtime Shameless.
En marzo de 2011 consiguió el primer papel protagonista de su carrera, en la serie televisiva de comedia Suburgatory, actuando junto a Jeremy Sisto y Cheryl Hines. Levy interpretó en la serie el rol de Tessa Altman, una joven que pasa de residir en Manhattan a vivir en un tranquilo barrio residencial llamado Chatswin, donde tiene que pasar por las aburridas rutinas de los suburbios. La serie fue renovada por la cadena ABC para una segunda temporada el 10 de mayo de 2012, y por una tercera temporada en mayo de 2013. El 9 de mayo de 2014, la serie fue cancelada por ABC después de tres temporadas al aire. A partir de la popularidad de la serie, Levy fue comparada con la actriz Emma Stone, en parte debido a su cabello color rojo. Según sus palabras, su momento favorito de la primera temporada fue cuando el personaje de Ryan Shay (interpretado por Parker Young) confunde la película Eterno resplandor de una mente sin recuerdos con Ace Ventura: Pet Detective.
Levy fue nombrada por TV Guide y TheInsider.com como una de las estrellas nuevas de 2011, y fue incluida en el puesto once en la lista de las mujeres más divertidas compilada por AOL. Forbes la nombró como una de las estrellas del entretenimiento en su lista de "30 menores de 30 años que están reinventando el mundo" (una lista de las estrellas más brillantes del futuro). Teniendo en cuenta que Suburgatory era "uno de los grandes éxitos de la nueva temporada de televisión" y que Levy aparecería en dos próximas películas, Forbes la llamó "alguien a quien observar".
Levy apareció en dos películas en 2012, Fun Size y Nobody Walks, siendo el primero el primer largometraje de Josh Schwartz, creador de la serie televisiva Gossip Girl.
Levy protagonizó en 2013 la versión del clásico de terror Evil Dead como la drogodependiente Mia, en sustitución de Lily Collins, quien había sido elegida originalmente para el papel. También obtuvo el papel de Kate en la producción About Alex, estrenada a mediados de 2014.
En 2016 coprotagonizó la película de terror Don't Breathe (llamada No Respires en Latinoamérica), una producción dirigida por el uruguayo Fede Álvarez, director de Evil Dead.

## Vida personal
El 3 de marzo de 2011, Jane Levy se casó con el actor Jaime Freitas, de quien se separó el 31 de octubre del mismo año. En abril de 2013 Levy solicitó el divorcio, alegando "diferencias irreconciliables".
Desde 2011, mantiene una relación con el actor y músico, Thomas McDonell. En junio de 2024, la pareja anunció el embarazo de Levy.

## Filmografía

### Cine
| Año  | Título                                | Rol                                   | Director          | Ref.   |
| ---- | ------------------------------------- | ------------------------------------- | ----------------- | ------ |
| 2012 | Nobody Walks                          | Caroline                              | Ry Russo-Young    | [ 12 ] |
| 2012 | Fun Size                              | Abril                                 | Josh Schwartz     | [ 12 ] |
| 2013 | Evil Dead                             | Mia Allen                             | Fede Álvarez      | [ 12 ] |
| 2014 | Bang Bang Baby                        | Stepphy                               | Jeffrey St. Jules | [ 12 ] |
| 2014 | About Alex                            | Kate                                  | Jesse Zwick       | [ 12 ] |
| 2015 | Frank and Cindy                       | Kate                                  | G.J. Echternkamp  | [ 12 ] |
| 2016 | No respires                           | Rocky                                 | Fede Álvarez      | [ 12 ] |
| 2017 | Ya no me siento a gusto en este mundo | Dez                                   | Macon Blair       | [ 12 ] |
| 2017 | Monster Trucks                        | Meredith                              | Chris Wedge       | [ 12 ] |
| 2018 | The Pretenders                        | Catherine                             | James Franco      | [ 12 ] |
| 2018 | Office Uprising                       | Samantha                              | Lin Oeding        | [ 13 ] |
| 2023 | A Little Prayer                       | Tammy                                 | Angus MacLachlan  | [ 14 ] |
| 2023 | The Toxic Avenger                     | Representante de seguros alegre (voz) | Macon Blair       | [ 15 ] |
| 2025 | Atropia (Posproducción)               | Nancy                                 | Hailey Gates      |        |

### Televisión
| Año       | Título                         | Rol             | Notas                                       |
| --------- | ------------------------------ | --------------- | ------------------------------------------- |
| 2011      | Shameless                      | Mandy Milkovich | Primera temporada (5 episodios)             |
| 2011-2014 | Suburgatory                    | Tessa Altman    | Reparto principal (57 episodios)            |
| 2014      | Kroll Show                     | Madison         | Episodio: "Krolling Around with Nick Klown" |
| 2017      | Twin Peaks                     | Elizabeth       | Episodio: "Part 5"                          |
| 2018      | Castle Rock                    | Jackie Torrance | 8 episodios                                 |
| 2019      | Dilema                         | Lisa Donovan    | 1.ª temporada (10 episodios)                |
| 2020-2021 | Zoey's Extraordinary Playlist  | Zoey Clarke     | Reparto principal (25 episodios)            |
| 2021      | Zoey's Extraordinary Christmas | Zoey Clarke     | Telefilme                                   |
| 2023      | Dave                           | Brittany Parker | Episodio: "Harrison Ave"                    |

## Premios y nominaciones
| Año  | Premiación                            | Categoría                                                 | Trabajo                       | Resultado | Ref.   |
| ---- | ------------------------------------- | --------------------------------------------------------- | ----------------------------- | --------- | ------ |
| 2021 | Premios Globo de Oro                  | Mejor actriz de serie de televisión – Comedia o musical   | Zoey's Extraordinary Playlist | Nominada  | [ 19 ] |
| 2021 | Premios Hollywood Critics Association | Mejor actriz en una serie de televisión de pago - Comedia | Zoey's Extraordinary Playlist | Ganadora  | [ 20 ] |